# ゼーヴェン
ゼーヴェン（独: Seewen）は、スイスのシュヴィーツ州シュヴィーツ郡の基礎自治体シュヴィーツにある町（独: Ortschaft）。

## 概要
ゼーヴェンは、シュヴィーツ市の西部にあり、シュヴィーツ市街から約2kmである。リギ山東部のリギ・ホッホフルー峰東麓に広がるウルミベルクの東にある。ラウエルツ湖に面しており、水浴施設もある。また、ラウエルツ湖からゼーヴェレン川が町内を流れ、下流でムオータ川と合流している。
ゴットハルト鉄道の急行列車が停車するシュヴィーツ駅はここゼーヴェンにある。他にアウトAGシュヴィーツのバスターミナル、シュヴィッツァーラント乳業、数軒のレストランがある。
アイスホッケー場があり、地元チームのEHCゼーヴェンがホームとしている。
古い礼拝堂が文化財に指定されている。

## 風景

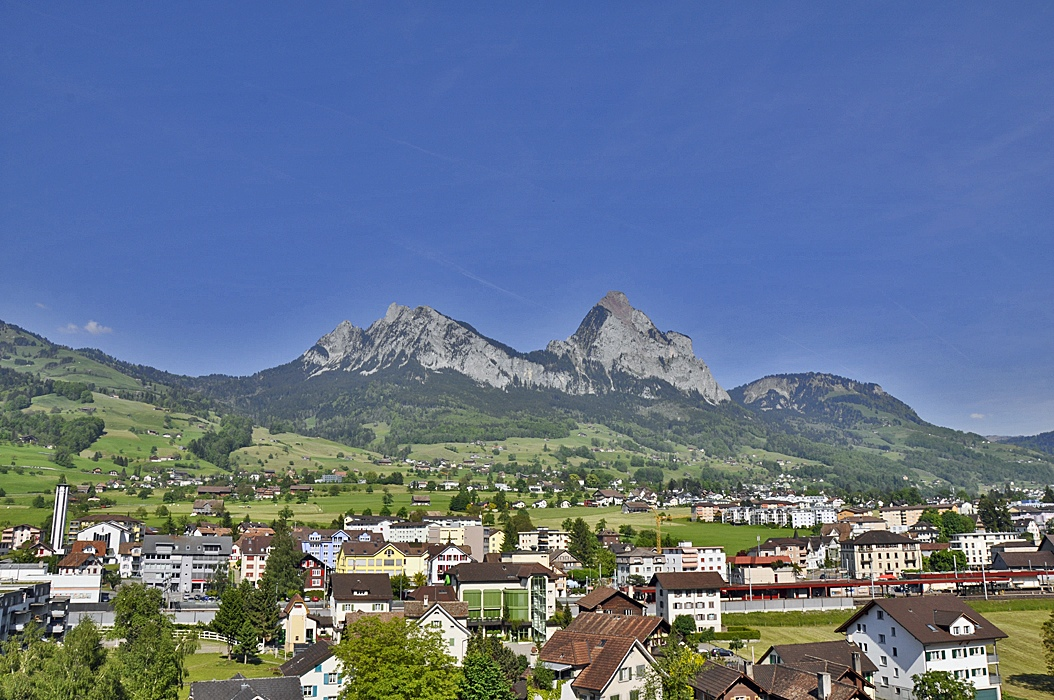
シュヴィーツおよび両ミューテン山を背景にしたゼーヴェン市街
ヴァルター・ミッテルホルツァーにより撮影された1923年の航空写真
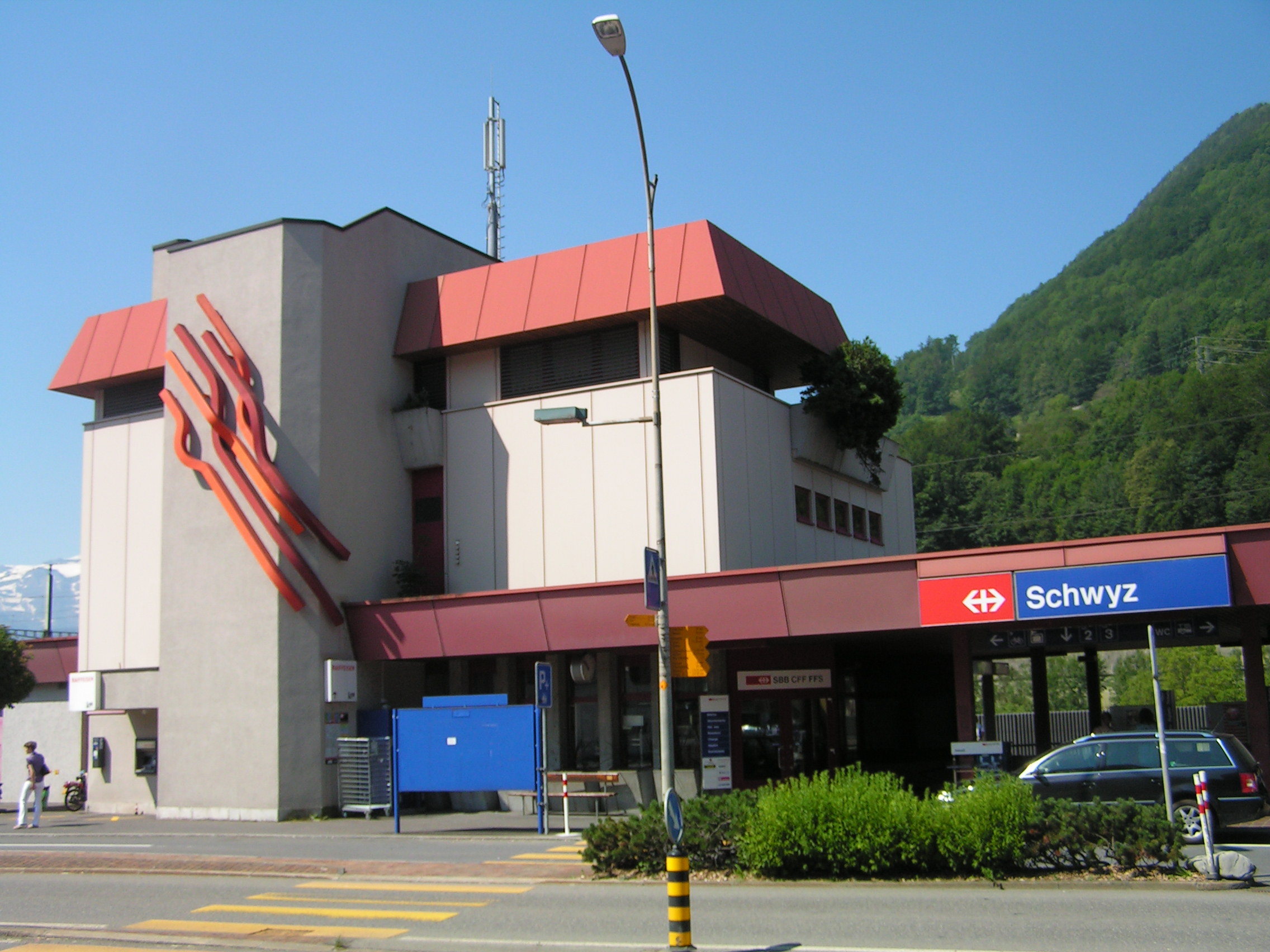
シュヴィーツ駅